# Valerio Massimo Manfredi
Valerio Massimo Manfredi (n. 8 martie 1943, Castelfranco Emilia, Provincia Modena) este un istoric, arheolog, scriitor, eseist și jurnalist italian.
Autodefinindu-se ca un „profesionist al antichității”, el își împarte timpul între munca sa de cercetare din domeniul istoriei antice și arheologiei și scrierea unor romane istorice. Talentul său narativ și gustul pentru intrigile subtile l-au făcut să fie comparat cu celebrul său compatriot Umberto Eco.

## Biografie
Născut în orașul Castelfranco Emilia din provincia italiană Modena, Valerio Massimo Manfredi a urmat cursurile Universității din Bolonia, după care a devenit arheolog la Universitatea Catolică din Milano (Università Cattolica del Sacro Cuore), specializându-se în topografia lumii antice.
În prezent, el este profesor de arheologie la Universitatea Luigi Bocconi din Milano. Înainte de aceasta, a predat și a ținut conferințe în cele mai prestigioase institute de cultură italiene și străine. A condus, de asemenea, o serie de expediții ștințifice și a luat parte la numeroase campanii de săpături arheologice în multe localități din Italia și din alte țări. Astfel, între anii 1970-1980, a întreprins expedițiile „Anabasis” pentru reconstituirea itinararului de retragere a celor zece mii de mercenari greci din Persia (acțiune militară din anul 401 î.Hr., cunoscută sub numele grecesc Ἀνάβασις - Anábasis). Acesta expediții au acoperit un total de 18.000 km, fiind făcute peste 2.000 de fotografii din zona respectivă. Manfredi a mai condus și alte expediții arheologice, cum ar fi: Lavinium, Forum Gallorum și Forte Urbano în Italia, Túcume în Peru, Har Karkom în deșertul Negev din Israel și altele.
Valerio Massimo Manfredi a fost visiting professor la Universitatea din Veneția, Loyola University of Chicago, Sorbona, Universitatea Oxford, Universitatea din California, Universitatea din Bilbao.  Colaborează ca specialist în epoca antică la publicațiile Panorama, Il Messaggero, Archeo și Focus.
Manfredi a scris și multe lucrări de ficțiune, precum și romane istorice. Astfel, el a publicat un număr de două zeci și două de romane, care au fost distinse cu importante premii literare, traduse în numeroase limbi de circulație internațională și care au atins un tiraj de peste 12.000.000 de exemplare în întreaga lume. Trilogia „Alexandru cel Mare (Trilogia di Aléxandros) a fost tradusă în trei zeci și opt de limbi, fiind publicată în șaizeci și două de țări.
Romanul său L'ultima legione a stat la baza filmului Ultima legiune⁠(en)[traduceți], lansat în 2007 și în care joacă Colin Firth, Ben Kingsley și alții.

## Romane istorice
- 1985 – Palladion
- 1988 – Lo scudo di Talos
- 1990 – L'oracolo (tradus în limba română: „Oracolul”, editura ALLFA, 2007, ISBN 978-973-724-155-9)
- 1994 – Le paludi di Hesperia (în română: „Talismanul Troiei”, editura ALLFA, 2008, ISBN 978-973-724-186-3)
- 1996 – La torre della solitudine
- 1998 – Trilogia di Aléxandros

1. Il figlio del sogno
2. Le sabbie di Amon
3. Il confine del mondo

- 1998 – Il faraone delle sabbie (în română: „Faraonul nisipurilor”, editura ALLFA, 2008, ISBN 978-973-8457-75-1)
- 2001 – Chimaira
- 2002 – I cento cavalieri
- 2002 – L'ultima legione (în română:„Ultima legiune”, editura ALLFA, 2003, ISBN 973-8457-45-9)
- 2003 – Il Tiranno
- 2003 – L'isola dei morti
- 2005 – L'impero dei draghi (în română: „Împărăția dragonilor”, editura ALLFA, 2006, ISBN 973-724-028-6)
- 2007 – L'armata perduta (în română: „Armata pierdută”, editura ALLFA, 2008, ISBN 978-973-724-133-7)
- 2008 – Idi di marzo (în română: „Idele lui martie”, editura ALLFA, 2011, ISBN 978-973-724-329-4)
- 2010 – L'antica maledizione
- 2011 – Otel Bruni
- 2012-2014 – Trilogia di Ulisse

1. Il mio nome è Nessuno - Il giuramento (în română: „Numele meu este Nimeni - Jurământul”, editura ALLFA, 2014, ISBN 978-973-724-756-8)
2. Il mio nome è Nessuno - Il ritorno (în română: „Numele meu este Nimeni - Întoarcerea”, editura ALLFA, 2014, ISBN 978-973-724-871-8)
3. Il mio nome è Nessuno - L'oracolo

- 2013 – L'oste dell'ultima ora

## Eseuri
- 1994 – Mare Greco. Eroi ed esploratori del mondo antico
- 1999 – I Celti in Italia
- 2000 – Akropolis. La grande epopea di Atene (tradus în limba română: „Akropolis. Măreața epopee a Atenei”, editura ALLFA, 2008, ISBN 978-973-8457-90-4)
- 2000 – I Greci d'occidente
- 2003 – Gli Etruschi in Val Padana
- 2009 – La Tomba di Alessandro